# Erarich keleti gót király
Erarich, más írásmóddal Erarik, Heraric, Ariaric (latinul: Erarius), (? – 541. október) keleti gót király 541-ben.

## Élete
Rúg származású volt, 541 júniusában emelték trónra, miután elődjét, Hildibadot megölte egy gepida. Az osztrogótok hamarosan azzal kezdték vádolni, hogy titokban lepaktált Bizánccal. A koronát ezért Hildibad sógorának, Totilának ajánlották fel. Nem több, mint öt hónapnyi uralkodás után egy összeesküvésben megölték Erarichot, akit Totila követett a trónon.